# Buéa
Buéa, nella dizione in lingua francese, o Buea, in inglese, è una città camerunese, capoluogo della Regione del Sudovest di 90.088 abitanti, posizionato dalle pendici meridionali del Monte Camerun, vulcano che domina la vallata.

## Geografia
Caratterizzata dal clima fresco, la città fu vittima di una eruzione del Monte Camerun del 1908. 

## Storia
Durante il periodo dell'Impero coloniale tedesco venne scelta come capitale dell'allora colonia del Camerun tedesco, ruolo che ricoprì dal 1901 al 1914 e che cedette a Douala a causa delle conseguenze della già citata eruzione.
In seguito ricoprì ancora il ruolo di capitale del Camerun britannico (British Cameroons), nuova realtà statale controllata dal Regno Unito creata su Mandato della Società delle Nazioni al termine della prima guerra mondiale. È rivendicata come capitale dall'autoproclamata Repubblica di Ambazonia.